# Daniel Lajud
Daniel Lajud Martínez (Veracruz, Veracruz; 22 de enero de 1999) es un futbolista mexicano-libanés. Su posición es centrocampista y su actual club es el Panetolikos de la Super Liga de Grecia.

## Trayectoria

### Monterrey
Lajud debutó en 2018 con el CF Monterrey, luego de un torneo al mando de Antonio Mohamed, tuvo más participación en el torneo de Apertura de ese año, con Diego Alonso como entrenador, quien lo debutó en el máximo circuito en un partido vs Toluca el 20 de octubre, donde marcó el gol que le dio el triunfo al equipo. Jugó partidos de la Copa MX y la Liga, ayudando a los Rayados a llegar a la gran final de la copa, misma que perderían contra el Cruz Azul por 0-2, Lajud salió de cambio al 57´ por Rodolfo Pizarro.

### Querétaro
A finales del 2018 se confirma su cesión a los Gallos Blancos de Querétaro, de cara al torneo Clausura 2019.

### Puebla
En el apertura 2019, Lajud estuvo a préstamo para el  Club Puebla  durante 1 torneo.

### Tampico Madero
En el 2020 Lajud llegó al  Tampico Madero , donde se coronó como primer campeón de la liga de expansión y disputó una final de campeón de campeones donde marcó su primer doblete de la categoría, además de destacar como extremo/volante por izquierda durante todo el torneo.

### Regreso a Monterrey
El 14 de junio se anuncia su regreso al CF Monterrey después de estar a préstamo en el Tampico Madero FC. Donde se convirtió en el primer anotador en la historia de Raya2 Expansión.

### Atlante
En el 2022 Daniel Lajud fue transferido definitivamente al  Club de Fútbol Atlante  de la Liga de Expansión MX. En el Apertura 2022, consiguió el título de esa categoría con los Potros. Actualmente es uno de los jugadores con más valor en el mercado de la liga de expansión.

## Selección nacional
El 14 de noviembre de 2022, Lajud fue convocado por primera vez para defender la camiseta de la Selección del Líbano. El 19 de noviembre debutaría en un partido amistoso ante Kuwait en el cual terminarían cayendo por marcador de 2-0.

#### Partidos internacionales
| #  | Fecha                   | Estadio                                                  | Local  | Rtdo. | Visitante              | Competición | Sust. |
| -- | ----------------------- | -------------------------------------------------------- | ------ | ----- | ---------------------- | ----------- | ----- |
| 1. | 19 de noviembre de 2022 | Dubai Police Club Stadium, Dubái, Emiratos Árabes Unidos | Líbano | 2-0   | Kuwait                 | Amistoso    | 90'   |
| 2. | 30 de diciembre de 2022 | Estadio Al-Maktoum, Dubái, Emiratos Árabes Unidos        | Líbano | 1-0   | Emiratos Árabes Unidos | Amistoso    | 81'   |
| 3. | 27 de marzo de 2023     | Complejo Deportivo del Sultan Qaboos, Mascate, Omán      | Líbano | 2-0   | Omán                   | Amistoso    | 83'   |
| 4. | 7 de septiembre de 2023 | Estadio del 700.º Aniversario, Chiang Mai, Tailandia     | Líbano | 2-1   | Tailandia              | Amistoso    | 85'   |

## Estadísticas

### Clubes
Actualizado al último partido jugado el 9 de noviembre de 2024.
| C. F. Monterrey · México          | 1.ª                 | C-2018              | 0   | 0  | 2  | 0 | - | - | 2   | 0  | 0.00 |
| C. F. Monterrey · México          | 1.ª                 | A-2018              | 1   | 1  | 8  | 4 | - | - | 9   | 5  | 0.55 |
| C. F. Monterrey · México          | Total               | Total               | 1   | 1  | 10 | 4 | 0 | 0 | 11  | 5  | 0.45 |
| Querétaro F. C. · México          | 1.ª                 | 2019                | 3   | 0  | 4  | 1 | - | - | 7   | 1  | 0.14 |
| Querétaro F. C. · México          | Total               | Total               | 3   | 0  | 4  | 1 | 0 | 0 | 7   | 1  | 0.14 |
| C. Puebla · México                | 1.ª                 | 2019                | 1   | 0  | 3  | 0 | - | - | 4   | 0  | 0.00 |
| C. Puebla · México                | Total               | Total               | 1   | 0  | 3  | 0 | 0 | 0 | 4   | 0  | 0.00 |
| Tampico Madero F. C. · México     | 2.ª                 | 2020                | 0   | 0  | -  | - | - | - | 0   | 0  | 0.00 |
| Tampico Madero F. C. · México     | 2.ª                 | 2020-21             | 38  | 6  | -  | - | - | - | 38  | 6  | 0.16 |
| Tampico Madero F. C. · México     | Total               | Total               | 38  | 6  | 0  | 0 | 0 | 0 | 38  | 6  | 0.16 |
| Raya2 · México                    | 2.ª                 | 2021-22             | 25  | 2  | -  | - | - | - | 25  | 2  | 0.08 |
| Raya2 · México                    | Total               | Total               | 25  | 2  | 0  | 0 | 0 | 0 | 25  | 2  | 0.08 |
| Atlante F. C. · México            | 2.ª                 | 2022-23             | 38  | 13 | -  | - | - | - | 38  | 13 | 0.34 |
| Atlante F. C. · México            | 2.ª                 | 2023-24             | 36  | 8  | -  | - | - | - | 36  | 8  | 0.22 |
| Atlante F. C. · México            | Total               | Total               | 74  | 21 | 0  | 0 | 0 | 0 | 74  | 21 | 0.28 |
| Panetolikos · Grecia              | 1.ª                 | 2024-25             | 9   | 0  | -  | - | - | - | 9   | 0  | 0.00 |
| Panetolikos · Grecia              | Total               | Total               | 9   | 0  | 0  | 0 | 0 | 0 | 9   | 0  | 0.00 |
| Total en su carrera               | Total en su carrera | Total en su carrera | 151 | 31 | 17 | 5 | 0 | 0 | 168 | 35 | 0.23 |
| (1) Incluye datos de Copa México. |                     |                     |     |    |    |   |   |   |     |    |      |

## Palmarés

### Campeonatos nacionales
| Título               | Club           | País   | Año  |
| -------------------- | -------------- | ------ | ---- |
| Liga de Expansión MX | Tampico Madero | México | 2020 |
| Liga de Expansión MX | Atlante        | México | 2022 |
| Liga de Expansión MX | Atlante        | México | 2024 |